# Mühle
Mühle is een hoorspel van Marran Gosov. Mühle werd op 18 september 1965 uitgezonden door de Südwestfunk. De BRT zond het uit op zondag 5 december 1971. De regisseur was Herman Niels. De uitzending duurde 49 minuten. De KRO zond dit hoorspel in een versie van Léon Povel uit op 15 november 1967 onder de titel Spel op leven en dood.

## Rolbezetting
- Ugo Prinsen (Costa)
- Julien Schoenaerts (Boenin)

## Inhoud
Costa speelt waldhoorn, op z’n eentje en tevreden. Dan krijgt hij bezoek van Boenin, een vreemdeling, die een speelbord bij zich heeft en met hem ‘molenspel’ wil spelen. Boenin wint. Hij wint altijd, zegt hij, want hij pakt het wetenschappelijk aan. Met de overtuiging steeds de betere, de sterkere, de slimmere speler te zijn, speelt hij het klaar om ook tegen Costa te winnen. Maar dan komt er verandering: Costa schenkt hem wijn in, braadt voor hem een haasje en brengt door zijn zachte, soepele aanpak geleidelijk Boenins zelfvertrouwen aan het wankelen - plots is hij de sterkere  die wint. En nadat hij Boenin verslagen heeft, neemt Costa het speelbord en bespeurt voor het eerst een groot zelfvertrouwen. Hij begeeft zich op weg om nu aan anderen zijn wil op te dringen en macht over hen uit te oefenen...